# Пангалос, Теодорос (политик)
Тео́дорос Па́нгалос (греч. Θεόδωρος Πάγκαλος; 17 августа 1938, Элефсис — 31 мая 2023, Афины) — греческий политик, бывший вице-премьер-министр (в 2009–2012 годах), который также исполняет обязанности председателя Государственного Совета по международным отношениям и обороне. Внук генерала Теодороса Пангалоса, бывшего в 1926 году диктатором страны.

## Биография
Теодорос Пангалос родился в 1938 году в Элефсисе, Аттика. Он приходится внуком греческого генерала и диктатора в период Второй Греческой Республики Теодороса Пангалоса. Изучал право в Афинском университете, в 1964 году получил степень PhD по политическим и экономических исследованиям в Парижском университете.
Был женат на Кристине Христофораки. Отец пятерых детей, дочь Ариадна — оперная певица.

## Политическая карьера
Ещё в университетские годы активно участвовал в студенческом политическом движении в период военной хунты «черных полковников». Один из основателей левого молодёжного движения имени Григориса Ламбракиса. На парламентских выборах в 1964 году был кандидатом от ЕДЛП. Был лишён хунтой греческого гражданства. Был членом ЦК КПГ, пока после восстановления демократии не перешёл в ПАСОК.
На выборах 1981 года впервые избран членом Греческого парламента от партии ПАСОК по мандату Аттики. В 1984 стал членом Центрального Комитета ПАСОК, а в 1989 году — членом Исполнительного совета партии. В период 1982—1984 годов служил министром торговли Греции, впоследствии два года подряд (1984—1985) — государственным секретарем. В период 1985—1989 и 1993—1994 годов был заместителем министра иностранных дел Греции. В 1994 году назначен министром транспорта и связи Греции.
В период между 1996 и 1999 годах он был министром иностранных дел. В 1999 ушёл в отставку после того, как лидер курдских националистов Абдулла Оджалан незаконно въехал и беспрепятственно покинул Грецию, а арестован был случайно, в греческом посольстве в Найроби. В 2000 году на непродолжительное время был назначен министром культуры Греции.
После прихода ПАСОК к власти в 2009 году назначен вице-премьер-министром Греции, что также накладывает обязанности председателя Государственного Совета по международным отношениям и обороне. В 2012 году ушёл в отставку.